# Erechtia decipiens
Erechtia decipiens är en insektsart som beskrevs av Leon Fairmaire. Erechtia decipiens ingår i släktet Erechtia och familjen hornstritar. Inga underarter finns listade i Catalogue of Life.